# Josep Lluís Núñez
José Luis Núñez Clemente (em catalão:  Josep Lluís Núñez i Clemente) (Barakaldo, Bizkaia, Espanha, 7 de setembro de 1931 – 3 de dezembro de 2018 (87 anos)), foi um empresário espanhol do Cantábria, e 35.º presidente do FC Barcelona durante o período de 1 de julho de 1978 a 23 de julho de 2000, quando a equipe futebolística conquistou 30 títulos, em um total de 140 vitórias em as diversas categorias que o Clube mantém sua participação.
Clemente faleceu em 03 de dezembro de 2018 aos 87 anos. A diretoria do FC Barcelona publicou uma nota no site oficial e em redes sociais declarando luto pelo falecimento de Núñez.

## Caso Hacienda
No dia 28 de julho de 2011 foi condenado a 6 anos de prisão, como seu filho Jose Luis Nunez Navarro, e multado em dois milhões de euros por um crime de corrupção (suborno) e 36.000 € de multa, por um envolvimento na falsidade ducumental no "Caso Hacienda". O acórdão do Tribunal Provincial de Barcelona considera provado que Nunez pai e filho, inspetores fiscais subornados com quase um milhão de euros para alcançar e parar de dizer o Tesouro cerca de 13,1 milhões entre 1991 e 1999. Ele também foi condenado conselheiro financeira Núñez, Salvador Sanchez Guiu, a 6 anos de prisão e 2 milhões de euros de multa. 
A decisão foi objecto de recurso para o Supremo Tribunal, que não entraram na prisão e só a retirada do passaporte e a obrigação de comparecer perante o tribunal a cada 15 dias foi acordado. Em 16 de Novembro, 2014, José Luis Nuñez entra na prisão Quatre Camins no município de La Roca del Vallés (Barcelona) depois de ter sido reduzido a pena para o crime de suborno a dois anos e dois meses, uma multa de 1,5 milhões de euros e perda do mandato público durante sete anos. 
Depois de sair da prisão, Jose Luis Nunez voltou a retomar a sua atividade como chefe do grupo imobiliário Núñez e Navarro.